# John Best (basket-ball)
Pour les articles homonymes, voir John Best et Best.
John Best (né le 27 mars 1971 à Memphis) est un ancien joueur professionnel américain de basket-ball. Ancien capitaine de l'Elan Chalon. Par ailleurs, il dirige sa propre radio, The Best Jam.

## Biographie
Après une année senior, dernière saison pour un universitaire, remarquable à Tennessee Technological University en 1992-93 avec des statistiques de 28,5 points et 8,4 rebonds, les Nets qui veulent en faire un ailier lui font une recommandation surprenante avec le recul. « Ils m'ont conseillé la France parce que le niveau est bon. Donc, j'arrive au Mans. À l'époque, il y avait plus de joueurs expérimentés. Je me rappelle Limoges, Villeurbanne… avec de très bons joueurs à tous les postes. C'était aussi plus physique. Aujourd'hui, c'est physique mais il y a plus de joueurs athlétiques mais en finesse », dit Best.
Il bourlingue dans les ligues dites d'été sans en tirer les faveurs de la NBA, navigue un moment dans les championnats espagnols et Pro B (Roanne et Angers) et la Suisse. « Son parcours est assez typique des Américains qui arrivent en Europe », analyse Gregor Beugnot, son entraîneur, « Et comme, ce n'est pas un pur intérieur, l'arrivée des grands gabarits, Bosman et son style de jeu l'ont voué à la Pro B ». En 2000, John Best pose ses valises en Allemagne. À Leverkusen tout d'abord, où il développe son jeu d'ailier fort, et ses qualités d'attaquant. Il termine deuxième meilleur marqueur de la Bundesliga en 2002-2003 avec 21,5 pts. Best est ensuite recruté par l'ALBA Berlin pour une saison en Euroleague. « Là-bas, j'ai beaucoup appris en basket mais dans la vie aussi. Je pensais que les Allemands avaient des problèmes avec les noirs alors qu'en fait, ils sont très sympas. Mais, à Leverkusen, il s'est passé des choses qui m'ont marqué : on m'a envoyé du courrier anonyme, à moi et à famille avec des menaces de mort racistes. Ça a duré et on a dû déménager. C'était dingue. C'est aussi pour cela que je suis content de retrouver la France. »
Bagarreur et bon shooteur, il s'est fait une réputation de joueur malin en Pro A. Il a resigné deux ans avec l'Elan Chalon.

## Carrière

### Université
- 1989-1993 :  Tennessee Tech (NCAA)

### Draft
- 1993 : Drafté en 36e position par les New Jersey Nets

### Clubs
- 1993-1994 :  Le Mans (Pro A)
- 1994-1995 :  Alcala (EBA)

puis  San Miguel Beermen (PBA)
puis  Quebradillas (BSN)
- 1995-1996 :  Roanne (Pro B)
- 1996-1997 :  Fribourg (LNA)

puis  Shell Oilers (PBA)
- 1997-1998 :  Angers (Pro B)

puis  Shell Oilers (PBA)
- 1998-1999 :  Fribourg(LNA)

puis  Shell Oilers (PBA)
- 1999-2000 :  Shell Oilers (PBA)
- 2000-2003 :  Bayer Leverkusen (BBL)
- 2003-2004 :  ALBA Berlin (BBL)
- 2004-2007 :  Chalon-sur-Saône (Pro A)

## Sa radio
Il consacre la plupart de son temps libre à diriger sa propre radio, The Best Jam. « C'est la meilleure radio sur Internet pour les joueurs de basket ! C'est un projet que j'ai commencé en Allemagne et que j'ai continué en France. Il y a du hip-hop, du r'n'b, toutes les musiques que l'on n'écoute pas aux États-Unis. » dit DJ Brother John.